# جامعة يابرة
جامعة يابرة (بالبرتغالية: Universidade de Évora‏) هي جامعة جكومية في يابرة، البرتغال. هي ثاني أقدم جامعة في البلاد، تأسست عام 1559 على يد هنريك ملك البرتغال آنذاك، وحصلت على وضع الجامعة في أبريل من نفس العام من الباب بولس الرابع، كما هو موثق في كتابه نائب الرئيس البابوي النبيل. كان العمل تحت رعاية جمعية يسوع (المعروف أيضًا باسم اليسوعيين) يعني أن الجامعة كانت هدفًا للقمع اليسوعي لماركيز دي بومبال، حيث تم إغلاقها نهائيًا في عام 1779 وسُجن أسيادها أو نفيهم.